# John I. Mitchell
John Inscho Mitchell, född 28 juli 1838 i Tioga County, Pennsylvania, död 20 augusti 1907 i Wellsboro, Pennsylvania, var en amerikansk republikansk politiker. Han representerade delstaten Pennsylvania i båda kamrarna av USA:s kongress, först i representanthuset 1877–1881 och sedan i senaten 1881–1887.
Mitchell studerade vid University of Lewisburg (numera Bucknell University) 1857–1859. Han arbetade sedan som lärare fram till 1861. Han deltog i amerikanska inbördeskriget i nordstatsarmén och befordrades till kapten. Han studerade sedan juridik och inledde 1864 sin karriär som advokat i Tioga County. Han var distriktsåklagare 1868–1871.
Kongressledamoten Sobieski Ross kandiderade inte till omval i kongressvalet 1876. Mitchell vann valet och efterträdde Ross i representanthuset i mars 1877. Han omvaldes 1878. Han efterträdde 1881 demokraten William A. Wallace som senator för Pennsylvania. Han efterträddes sex år senare av partikamraten Matthew Quay.
Mitchells grav finns på Wellsboro Cemetery i Wellsboro.